# Alfred Jachmann
Alfred Jachmann (* 13. April 1829 in Nesselbeck, Kreis Königsberg in Preußen; † 15. Juli 1918 in Charlottenburg) war ein deutscher Verwaltungsbeamter und Bankier.

## Leben
Alfred Jachmann war der Sohn des Rittergutsbesitzers auf Trutenau und Nesselbeck und Geheimen Regierungsrats Moritz Jachmann Er studierte an der Ruprecht-Karls-Universität Heidelberg. 1851 wurde er Mitglied des Corps Saxo-Borussia Heidelberg. Von 1856 bis 1862 war er Landrat im Landkreis Königsberg i. Pr. Anschließend quittierte er den Staatsdienst. Er ging nach Berlin, wo er 1868 die Preußische Bodenkredit-Aktienbank gründete und ihr Erster Direktor wurde. Die Bank hatte anfangs ein Grundkapital von 5 Millionen Talern (um 1910 30 Millionen Mark). 1930 ging sie in der Deutschen Centralbodenkredit-Aktiengesellschaft auf. Sie ist damit eine der Vorläuferbanken der Hypothekenbank Frankfurt.
Seit 1859 war er mit der Opernsängerin und Schauspielerin Johanna Wagner verheiratet, die ein Jahr vorher das Gut Trutenau erworben hatte.